# Нолит
Нолит (скраћеница од Нова литература) је била издавачка кућа коју су 1928. године основали Ото Бихали Мерин и Павле Бихали. Нолит је једна од најстаријих издавачких кућа у Србији. Својевремено је била једна од највећих издавачких кућа у Југославији. Нолит је угашен 2011. године — шест година након приватизације.

## Приватизација
Нови власник, који је уједно и власник модне куће Зекстра, некадашње Нолитове књижаре претворио је у модне бутике, укључујући и најугледнију међу њима, са именом оснивача Павла Бихалија.

## Нолитова награда
Нолит је додељивао и врло угледну књижевну награду. Досадашњи добитници Нолитове награде су:
- Иван В. Лалић
- Радован Бели Марковић
- Ранко Бугарски
- Филип Давид
- Миленко Пајић
- Алек Вукадиновић
- Слободан Зубановић
- Александар Тишма
- Божидар Тимотијевић
- Павле Угринов